# Гавриловский сельсовет (Оренбургская область)
Гавриловский сельсовет — сельское поселение в Саракташском районе Оренбургской области Российской Федерации.
Административный центр — село Гавриловка.

## История
Статус и границы сельского поселения установлены Законом Оренбургской области от 2 сентября 2004 года № 1424/211-III-ОЗ «О наделении муниципальных образований Оренбургской области статусом муниципального района, городского округа, городского поселения, установлении и изменении границ муниципальных образований»

## Население
| 2010 | 2012 | 2013 | 2014 | 2015 | 2016 | 2017 |
| ---- | ---- | ---- | ---- | ---- | ---- | ---- |
| 772  | ↘762 | ↘757 | ↘745 | ↘733 | ↘721 | ↘705 |
| 2018 | 2019 | 2020 | 2021 |      |      |      |
| ↘681 | ↘669 | ↘649 | ↘635 |      |      |      |

## Состав сельского поселения
| № | Населённый пункт | Тип населённого пункта       | Население |
| - | ---------------- | ---------------------------- | --------- |
| 1 | Булгаково        | деревня                      | 133       |
| 2 | Гавриловка       | село, административный центр | 559       |
| 3 | Правда           | деревня                      | 46        |
| 4 | Родники          | деревня                      | 34        |